# Helemaal het einde!
Helemaal het einde! is een Nederlands televisieprogramma dat werd uitgezonden door RTL Nederland op RTL 4. In dit programma werden gezinnen gevolgd die hun leven in Nederland achterlieten en naar een ander deel van de wereld vertrokken om daar een nieuw bestaan op te bouwen. Aan het einde van het jaar beslisten de deelnemende gezinnen of ze hun leven daar zouden voortzetten of toch weer terugkeerden naar Nederland.

## Seizoen 1 (2017)
In het eerste seizoen was de bestemming Chili. De deelnemende gezinnen kregen ieder een startbudget van €75.000 en een stuk grond van 5 hectare op landgoed La Sirena, op ongeveer 20 kilometer van het stadje Pichilemu in de provincie Cardenal Caro. Op La Sirena kreeg ieder gezin een houten mini huisje, een gat in de grond (wc) en een hokje waar je een douche van zou kunnen maken.

### De gezinnen
De deelnemende gezinnen in het eerste seizoen waren:
- Familie Van Kooij, afkomstig uit Bimmen, bestaande uit vader Jeroen, moeder Linda, zoon Dean en dochters Inez en Jana.
- Familie Van Wichen, afkomstig uit Waddinxveen, bestaande uit vader Addy, moeder Astrid, zoon Levi en dochters Esmee, Eva en Julia.
- Familie Pos, afkomstig uit Hilversum, bestaande uit vader Stephan, moeder Ilona en zonen Bjorn en Tygo.

De familie Van Kooij zette een yogaschool ("Al Fin Del Mundo") in Pichilemu op en bracht een boek uit. De familie Van Wichen bouwde een eigen huis op La Sirena en startte een camping ("The Orange Waffle") met kampeerplekken en cabaña's. Daarnaast zijn ze begonnen met de verkoop van stroopwafels en koffie. De familie Pos had zich gestort op de export van Chileense mousserende wijn en bracht uiteindelijk een compleet wijnassortiment op de markt. Zij verhuisden al na een paar maanden naar Santiago. Hun huis op La Sirena verhuurden ze aan het Nederlands-Belgische echtpaar Karel en An uit Zutphen. Vanaf augustus maakten zij ook deel uit van de serie. Met de hulp van vrienden en vrijwilligers bouwden ook zij een eigen huis in Chili.

### Ontknoping seizoen 1
Na één jaar de tijd te hebben gehad om een nieuw bestaan op te bouwen werd er in een speciale, dubbele uitzending op maandag 18 december 2017 bekend gemaakt of de drie families in Chili blijven of toch weer terug zullen (moeten) keren naar Nederland. Geen van de families koos ervoor om direct naar Nederland terug te keren.

## Seizoen 2 (2018)
De bestemming van het tweede seizoen was het eiland São Vicente in Kaapverdië, vlak bij de stad Mindelo.
In dit tweede seizoen hebben vier families meegedaan. De regels waren hetzelfde als in het eerste jaar. Iedereen kreeg een stuk grond, een startkapitaal, een tent om in te verblijven, een primitief toilet en één jaar de tijd om een nieuw bestaan op te bouwen. 

### De gezinnen
De deelnemende gezinnen uit het tweede seizoen waren:
- Familie Molenaar, afkomstig uit Haarlem, bestaande uit vader Ocke, moeder Fleur, dochter Suus en zoon Wolf.
- Familie De Weijer, afkomstig uit Beverwijk, bestaande uit vader Bart, moeder Maaike en zoon Senna.
- Familie Beerens, afkomstig uit Geertruidenberg, bestaande uit vader Jasper, moeder Jessica, de tweeling Floor en Britt en zoon Joep.
- Familie Van Berkel, afkomstig uit Hoogeveen, bestaande uit vader Matthijs, moeder Marieke, zoon Daan en dochters Anne Eva, Noa Lisa en Mette Sophie.

### Ontknoping seizoen 2
Na één jaar de tijd te hebben gehad om een nieuw bestaan op te bouwen, werd in een speciale, dubbele uitzending op 17 december 2018 bekendgemaakt of de vier families in Kaapverdië zouden blijven of toch naar Nederland zouden (moeten) terugkeren. Alle gezinnen keerden terug naar Nederland.

## Sociale media en internet
Naast de wekelijkse tv-uitzendingen waren de gezinnen ook te volgen via Facebook, internet en Instagram. RTL plaatste met enige regelmaat exclusieve content van de families in de vorm van zogenaamde "webisodes", door de families zelf gemaakte vlogs en Facebookupdates van de RTL-redactie. Daarnaast onderhielden de families zelf ook websites en Facebookpagina's.

## Spin-off: Vamos met de familie Pos
Na het beëindigen van het eerste seizoen en de doorstart van het tweede seizoen van Helemaal het einde! verdween de familie Pos, deelnemers aan het eerste seizoen, van de televisie. Dit duurde echter niet lang: door de relatief vele positieve reacties op de familie Pos werd door RTL besloten hen een eigen televisieserie te geven als spin-off van het programma. Dit werd in februari 2018 bekend gemaakt. De serie verscheen onder de naam Vamos met de familie Pos en was vanaf 2 mei 2018 zes weken lang te zien.
In dit programma staat de familie Pos bestaande uit vader Stephan, moeder Ilona en zoons Bjorn en Tygo centraal. De twee zoons hebben drie maanden vakantie op hun school in Chili, daarom besluit het gezin op roadtrip te gaan door Zuid-Amerika. De familie wordt tijdens de vakantie op de voet gevolgd door de camera's.